# Coordinateur des combats et des cascades
 (juillet 2025).
 (juillet 2025).
Si vous disposez d'ouvrages ou d'articles de référence ou si vous connaissez des sites web de qualité traitant du thème abordé ici, merci de compléter l'article en donnant les références utiles à sa vérifiabilité et en les liant à la section « Notes et références ».

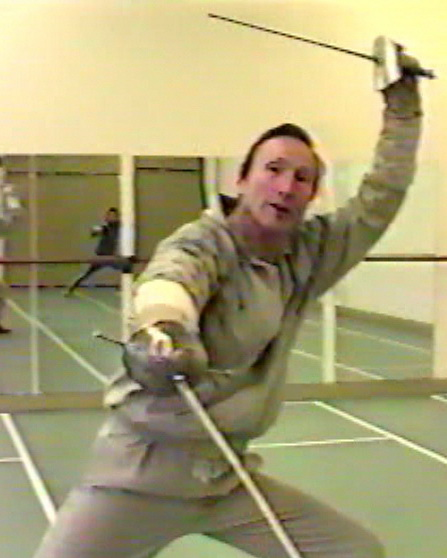
Claude Carliez, stage à Paris en 1993.

Un coordinateur des combats et des cascades, généralement un cascadeur expérimenté, est embauché par un réalisateur de télévision, de cinéma ou de théâtre ou une société de production pour effectuer des cascades. Son travail consiste à fournir des doublures et cascadeurs et à effectuer des cascades pour un film, une émission de télévision ou un public en direct.
Si le film nécessite une cascade et implique l'utilisation de cascadeurs, le coordinateur des cascades organisera le casting et la performance de la cascade en étroite collaboration avec le réalisateur.
Dans de nombreux cas, le coordinateur des cascades, conçoit et chorégraphie les séquences de cascades en fonction du scénario et de la vision du réalisateur.
Le coordinateur fournit le lieu où se dérouleront les scènes d'action. Il doit créer les scènes de manière qu'elles soient attrayantes, mais qu'il n'y ait pas d'accidents.

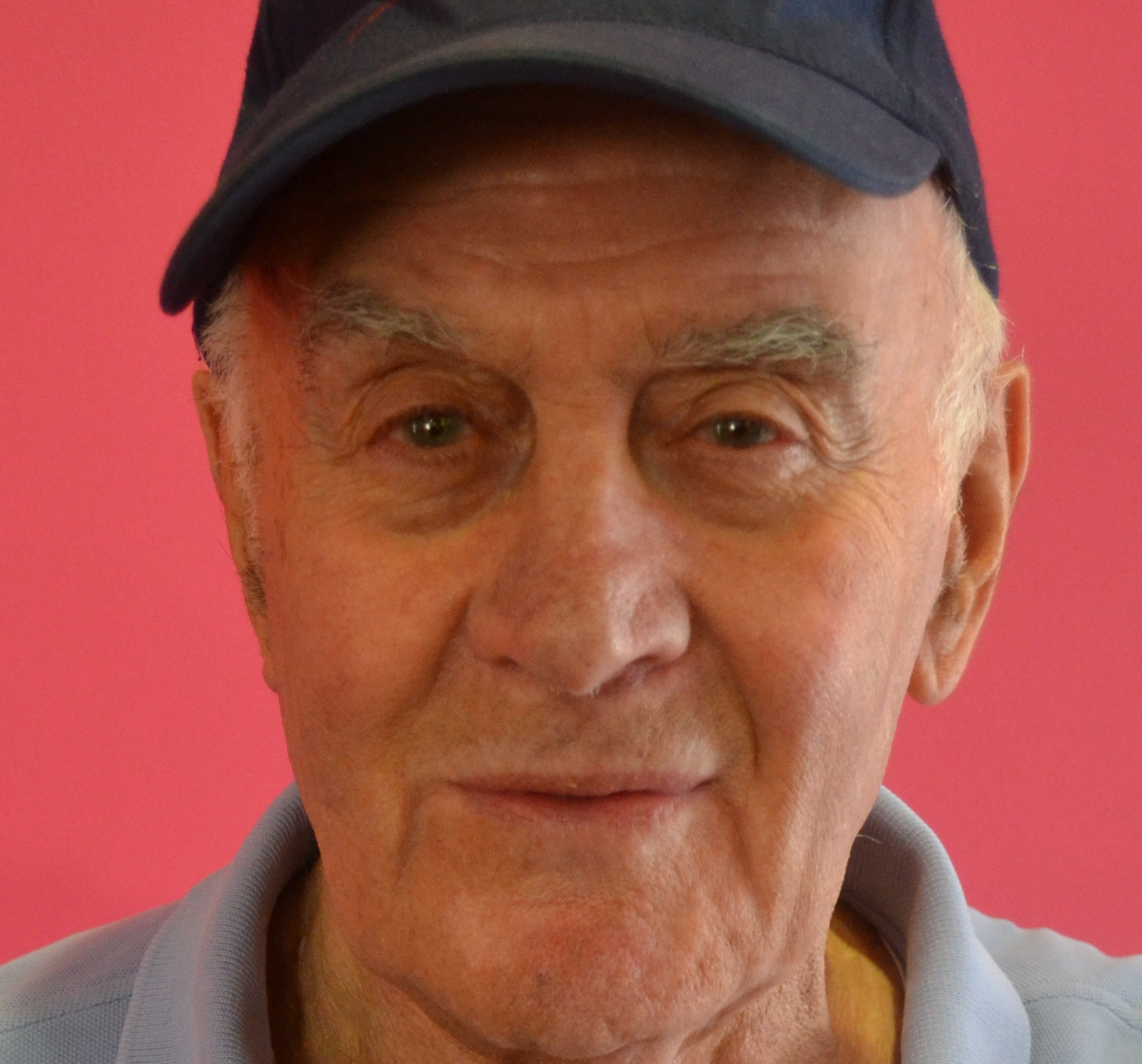
Rémy Julienne en 2014.

## En France
L'un des plus célèbres et des meilleurs coordonnateurs de cascades physiques était le Français Claude Carliez. Il a travaillé principalement des années 1950 à la fin des années 1990. C'était un cavalier expert, un épéiste et un bon cascadeur. Il a participé à plus de 500 projets différents au cinéma, à la télévision, au théâtre et aux performances. Il avait construit sa propre équipe de cascadeurs composée d'une cinquantaine de 50 personnes. Son prédécesseur était André Gardère et a été remplacé par son fils Michel Carliez.
Pour les cascades mécaniques, c'est-à-dire la conduite de voitures, de motos, de camions, etc., l’un des plus célèbres coordonnateurs était Rémy Julienne, un grand nom du cinéma français. Ses fils Michel et Dominique, ainsi que Gil Delamare, sont du même niveau. Remy était également connu pour avoir travaillé sur de nombreuses productions étrangères.
Françoise Nadal et Mario Luraschi étaient bons en matière équestre.

## En Royaume-Uni
Bob Simmons était un coordinateur de qualité des scènes d'action en Royaume-Uni. Il est devenu célèbre principalement en tant que coordinateur et cascadeur pour les films de James Bond. Il a participé à de nombreux projets.